# Генеральный сборщик налогов
Генеральный сборщик налогов — офис (продаваемая должность) французской администрации старого режима, представители которой при помощи генералитета занимались сбором налогов. Это название продолжало использоваться после налоговых реформ, проведённых Консулатом, вплоть до учреждения должности корреспондентов казначейства.

## История
Во Франции эволюция роли генерального сборщика шла рука об руку с усилением централизма в вопросах налогообложения. На протяжении веков государство заявляло о себе как о главном агенте по сбору налогов.

### Первые реформы
2 ноября 1439 года на заседании Генеральных штатов в Орлеане был принят ордонанс, согласно которому талья стала постоянным налогом, размер которого определялась королём, что вызывало серию восстаний, в том числе и среди дворян.
После попытки выкупить все офисы для лучшего управления налоговыми поступлениями, Франсиск I ордонансом от 28 декабря 1523 года собрал все обычные (из королевского домена) и чрезвычайные налоги и поручил управление ими казначею Главного казначейства. Затем, в 1532 году, король отозвал свой ордонанс. В декабре 1542 года Генрих II создал 16 генералитетов для управления королевскими доменами. Они объединяли несколько провинций с избирательным правом. Генеральный сборщик налогов нёс ответственность за все доходы. В 1550 году король назначает генералов финансов, комиссаров и интендантов финансов.
В 1561 году был создан офис суперинтенданта финансов. Он управлял всей фискальной и финансовой системой королевства и возглавлял различные органы.